# Marimba
En marimba er et musikinstrument i percussionfamilien. Lyden frembringes ved at man anslår tangenter lavet af træ med køller. Tangenterne er arrangeret som på et klaver, hvor toner, der er sorte tangenter på klaveret, er placeret hævet over og overlappende "de hvide". Dette hjælper musikeren både visuelt og fysisk.
Marimbaen er stemt en oktav dybere end sit familiemedlem xylofonen. Både marimbaens og xylofonens tangenter er normalvis lavet af rosentræ, men syntetiske erstatninger bliver mere og mere populære. Marimbaens tangenter er både bredere og tyndere især på midten end xylofonens. Dette gør at andre niveauer af overtonerækken klinger mere igennem og klangen bliver da rigere.
Metalliske familiemedlemmer af marimbaen er vibrafonen og klokkespillet.

## Det moderne instrument

### Lydforstærkere
Nøglen til marimbaens rige lyd er dens lydforstærkere. Disse er metalrør som oftest lavet af aluminium og hænger under hver tangent. Længden varierer i henhold til den frekvens tangenten producerer. Vibrationer fra tangenterne resonerer som de passerer gennem rørene, hvilket forstærker tonerne på en måde meget lig den måde fx guitarens og celloens kroppe forstærker. Da instrumentet spænder over 4½ oktav, er længden af de rør, der behøves til de dybeste toner, længere end instrumentets højde. Dette løses af nogle instrumentmagere ved at bøje rørene i enden og af andre ved at lave rørene til firkantede bokse, hvilket giver den behøvede resonansplads uden at lave rørene for lange. En helt tredje måde at gøre det på er at udvide rørene til en oval form med de dybeste værende ca. 30 cm i bredden.

### Brug
Moderne marimbaer bruges bl.a. til solopræstationer, percussionensembler, marimbakoncerter, jazz-ensembler, march-bands og harmoniorkester- eller symfoniorkesterkompositioner. Nutidige komponister har udnyttet den unikke lyd mere og mere i de seneste år, og det er normalt at finde dem i det meste nye harmoniorkestermusik, dog mindre i symfoniorkestermusik.

## Køller
Det man holder ved er normalvis lavet af træ, men kan også være lavet af metal eller kulfiber. Køllehovederne er af plastic, gummi, træ eller en variation af disse evt. med et omslag af en slags garn. Størrelsen og hårdheden af køllehovederne øges proportionelt med størrelsen af instrumentets tangenter – hvilket betyder at det er bedre at spille med store bløde køller i dybden. Diameterne af køllernes stænger kan variere en smule og det vil være mest praktisk at benytte smalle køller ved brug af flere køller pr. hånd.

### Kølleteknik
Moderne marimbamusik drager brug af to til seks (dog normalt mest mellem to og fire) køller, hvilket giver musikeren større spillerum og flere muligheder. Flere køller holdes i samme hånd ved brug af en eller anden form for teknik eller greb. Ved to køller i hver hånd er de mest brugte greb det såkaldte Burton-greb (som blev gjort kendt af Garry Burton), det traditionelle greb og Musser-Stevens-grebet (gjort kendt af Leigh Howard Stevens). Hvert greb har sine fordele og ulemper. Valget af greb varierer geografisk (Musser-Stevens- og Burton-grebene er mest populære i USA, mens det traditionelle greb er mest populært i Japan), afhængigt af instrument (Burton-grebet bruges mere til vibrafonspil end til marimbaspil) og personlig smag.